# Església de Santa Irene (Lecce)
L'església de Santa Irene dei Teatini és un lloc de culte catòlic al centre històric de Lecce. Té el nom de Sant'Irene da Lecce, patrona de la ciutat fins a 1656 reflectint la devoció i el respecte que tenia Lecce per la seva santa patrona. Posteriorment el papa Alejandro VII va proclamar Sant Oronzo com a patró de Lecce.
Es va construir l'any 1591 sota un disseny del teatí Francesco Grimaldi. La gran façana es compon de dues estructura estilístiques superposades, la part inferior es divideix en cinc grans espais, dels quals els laterals contenen nínxols buits, mentre que el central conté el portal que acaba en la part superior amb la imatge de la santa remarcada per un arc de mig punt, obra de Mauro Manieri de 1717. La part superior es divideix en tres parts, les laterals contenen nínxols buits i la central té una finestra espaiosa. Al damunt hi ha una inscripció dedicada a Santa Irene "Irene virgini et martiri". El conjunt es completa amb un frontó amb l'escut d'armes de la ciutat.

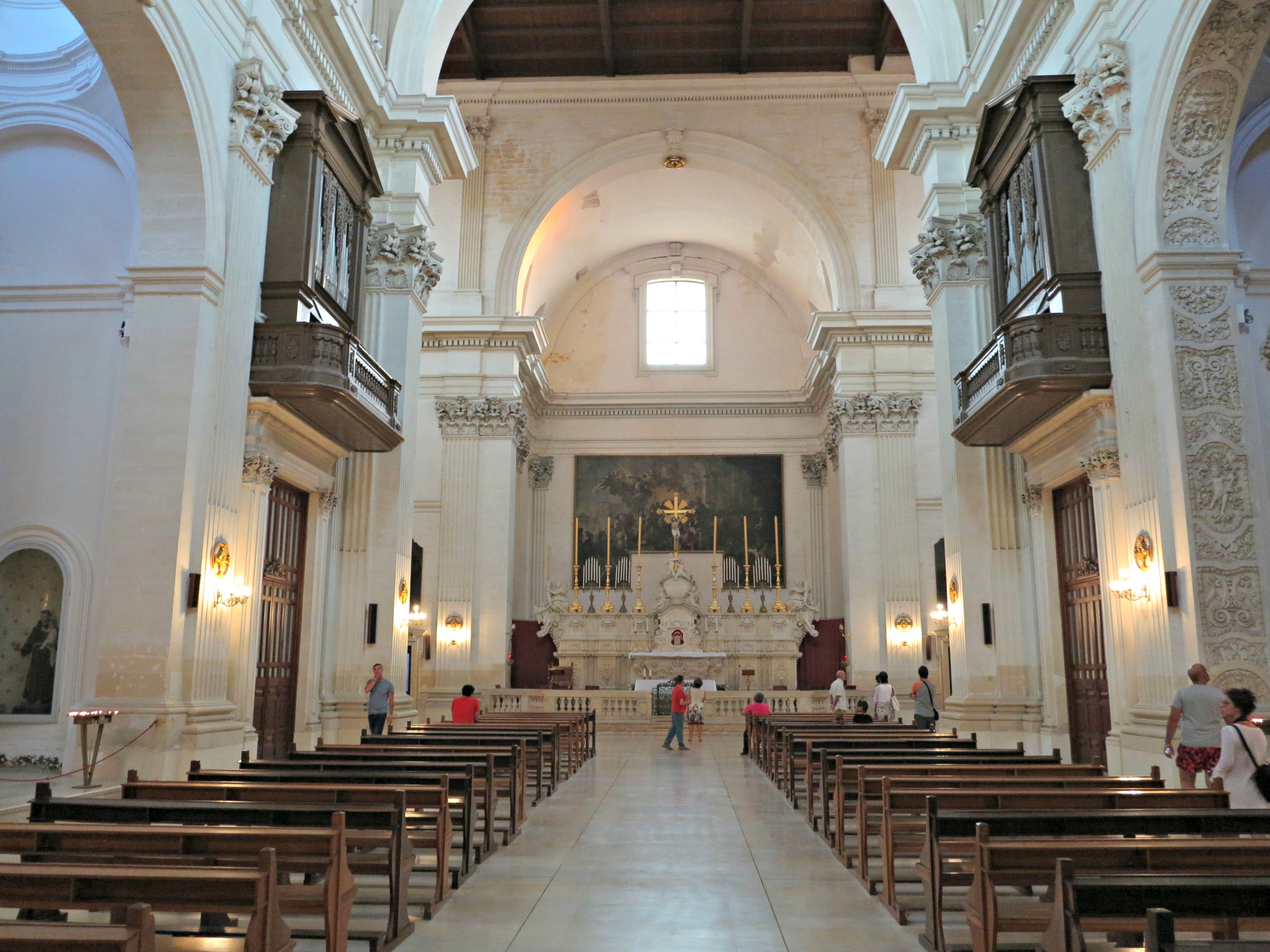
Interior de l'església de Santa Irene.

L'interior, en forma de creu llatina amb una sola nau, és més sobri que l'exterior, amb tres capelles a cada costat que es comuniquen entre si, caracteritzat per voltes el·líptiques il·luminats amb llum natural. La primera a la dreta, dedicada a Sant Carles Borromeo, està abundantment decorat per columnes en espiral; la segona capella dedicada a Sant Miquel Arcàngel va ser construïda per Cesare Penna en 1642 i conté una còpia pintada de la famosa pintura del sant realitzat per Giudo Reni; finalment la tercera capella conté un altar del segle xviii dedicat a les Ànimes del Purgatori amb una pintura recent de Luigi Scorrano.
L'altar major, de la Creu, va ser restaurat en 1753 fet que va canviar el seu aspecte original, i es caracteritza per la presència de la pintura titulada "El Transport de l'Arca Santa", magistral obra d'art feta per Oronzo Tiso. Al braç dret del transsepte hi ha l'altar de l'Àngel de la Guarda que data de 1700. Al costat un dels més majestuosos altars de Lecce, l'altar de 1651 dedicat a Sant Gaietà de Thiene per l'arquebisbe d'Otranto Gaetano Cassa, al centre es troba la pintura a l'oli que representa el fundador de l'ordre dels Teatins, al qual pertanyia l'arquebisbe, i realitzada per Filippo Maria Galletti. A continuació trobem l'altar dedicat al teatí Sant Andreu Avel·lí, caracteritzat per les seves exuberàncies decoratives en estil rococó. En el braç esquerre del transsepte, després que l'altar de la creu, hi ha l'altar de Sant Oronzo realitzat a mitjan segle xvii, una de les darreres obres de Francesco Antonio Zimbalo, oncle de Josep. A continuació l'altar de Santa Irene, amb un llenç de la santa pintat per Giuseppe Verrio en 1639. Damunt l'altar hi ha nou bustos de sants contenint relíquies dels religioses i damunt aquests l'estàtua de S. Irene coronada per escut d'armes de Lecce.
A la dreta de l'altar de Santa Irene, ens trobem amb l'altar de la Sagrada Família construït en 1672. Continuant cap a l'entrada, es troba l'altar de la Verge del Bon Consell, l'altar del Crucifix i, finalment, l'altar de Sant Esteve, que conté diverses pintures importants, inclosa la "Lapidazione di S. Stefano" d'Antonio Verrio. Les parets de la sagristia de l'església de Santa Irene, igual que la resta de l'església està ricament decorat amb nombroses pintures d'inestimable valor artístic, de les quals destacam el quadre més famós de la Madonna della Libera.